# سپو پیکو
سپو پیکو (فنلاندی: Seppo Pyykkö؛ زادهٔ ۲۴ دسامبر ۱۹۵۵) بازیکن فوتبال اهل فنلاند بود.
از باشگاه‌هایی که در آن بازی کرده‌است می‌توان به باشگاه فوتبال اوردینگن ۰۵ اشاره کرد.
وی همچنین در تیم ملی فوتبال فنلاند بازی کرده‌است.